# 6160 Minakata
A 6160 Minakata (ideiglenes jelöléssel 1993 JF) a Naprendszer kisbolygóövében található aszteroida. Yoshisada Shimizu és Urata Takesi fedezte fel 1993. május 15-én.